# Sylvie Carbonel
Pour les articles homonymes, voir Carbonel.
 (mai 2022).
 (mai 2022).
Si vous disposez d'ouvrages ou d'articles de référence ou si vous connaissez des sites web de qualité traitant du thème abordé ici, merci de compléter l'article en donnant les références utiles à sa vérifiabilité et en les liant à la section « Notes et références ».
Sylvie Carbonel est une pianiste française.

## Biographie
Après avoir commencé l'étude du piano dès l'âge de cinq ans, Sylvie Carbonel a reçu sa formation au Conservatoire national supérieur de musique de Paris, où elle a obtenu un premier prix (première nommée à l'unanimité), ainsi que des prix d'analyse et de musique de chambre. Elève de Pierre Sancan, elle a également été lauréate du concours international Georges Enesco de Bucarest et du prix international Olivier Messiaen.
En 1972, elle a gagné sur concours la bourse Harkness de New York, ce qui lui permit de partir vivre aux États-Unis durant plusieurs années. Diplômée de la Juilliard School de New-York, elle a travaillé également avec Gyorgy Sebök à l' Université de Bloomington (Indiana). Parallèlement, elle a reçu les conseils  de Radu Lupu à New-York, Londres et Paris.
Sylvie Carbonel a mené par la suite une carrière de concertiste, invitée des Festivals les plus renommés, parmi lesquels le Mostly Mozart Festival de New-York (U.S.A.),le festival de Ravello (Italie), le Festival de Schleswig-Holstein, etc. et en France, le Festival des Abbayes, les Nancyphonies, les Floraisons Musicales de Provence, Classique au Vert à Paris, le Festival de Menton, et bien d' autres...
Sylvie s' est également illustrée dans le grand répertoire et le répertoire contemporain avec de prestigieux orchestres tels que le Baltimore Symphony Orchestra, l' American Symphony Ochestra et d' autres (U.S.A.)..., le Radio Filharmonisch Orkest (Pays-Bas),le Sinfonica de Guadalajara et l' Orchestre de La Universidad (Mexico),l' Orchestre Philharmonique de Radio France, les Orchestres Nationaux de Montpellier, du Capitole de Toulouse, de Lyon, l'Orchestre de chambre de Toulouse, la Camerata de Lausanne, sous la direction de chefs tels que Lorin Maazel, Jean Fournet, W.Van Otterloo, Ernest Bour, Sergiu Comissionna, Michel Plasson, Serge Baudo, Pierre Amoyal...
Ainsi, Sylvie Carbonel n'a cessé de se produire dans des lieux de renom tant à Paris, comme la salle Gaveau, le Châtelet, la Maison de Radio France, qu'en province, comme le Théâtre Impérial de Compiègne, le Capitole et La Halle aux Grains à Toulouse....qu'à l' International, comme le Carnegie Hall et le Lincoln Center de New-York, le City Hall de Hong Kong, la Villa Médicis à Rome, l' Auditorium de la Radiotélévision belge (RTB )à Bruxelles...
Sylvie Carbonel aime aussi partager des moments de musique de chambre avec ses amis violonistes Pierre Amoyal, Olivier Charlier, Patrice Fontanarosa, Svetlin Roussev, Isabelle Flory, Saskia Lethiec, avec les violoncellistes Gary Hofmann, Frédéric Lodéon,François Salque, les clarinettistes Michel Portal et Michel Lethiec, le flûtiste Alain Marion, l' altiste Gérard Caussé.
Sylvie se produit aussi dans des spectacles littéraires et musicaux avec Daniel Mesguich et Pierre Hentz.
Elle a fondé le Festival des Moments Musicaux de Chalosse dont elle a été la Directrice Artistique de 2003 à 2016.Elle est actuellement Directrice Artistique du Festival "Musique Vivante dans les Landes" qu' elle a créé en 2016.

## Discographie
- Modeste Moussorgski, L'œuvre complète pour piano-Première Mondiale, CD Adda 1991 et Skarbo, 2003
- Robert Schumann, Fantasiestücke op. 12, Humoreske op. 20, CD Pavane, 1991 et M&A (Musique et Associés), 2007
- Wolfgang Amadeus Mozart, Concertos pour piano et orchestre KV.466 en ré mineur, et KV.414 en la majeur, avec l'Orchestre national symphonique de Lettonie, Accord Universal, 1995
- Emmanuel Chabrier, 10 pièces pittoresques ; Jacques Desbrière, « Le Cahier de Musique » SEPM Quantum, 1998
- Franz Liszt, Totentanz avec l' Orchestre Philharmonique de Radio France, Sonate en si mineur, Bénédiction de Dieu dans la solitude Funérailles, Skarbo 2016
- Bach, Brahms, Chopin, Liszt, Granados & Scarlatti (INA/Skarbo)